# Чатешка Гора
Чатешка Гора (словен. Čateška Gora) је насељено место у општини Литија, Засавска регија, Словенија.

## Историја
До територијалне реорганизације у Словенији била је у саставу старе општине Литија.

## Становништво
У попису становништва из 2011. године, Чатешка Гора је имала 21 становника.
| Број становника према пописима | Број становника према пописима | Број становника према пописима |
| ------------------------------ | ------------------------------ | ------------------------------ |
| 1991                           | 2002                           | 2011                           |
| 21                             | 22                             | 21                             |